# Martin Faměra
Martin Faměra (Vimperk, 4 de noviembre de 1988) es un jugador de waterpolo checo, que en la actualidad representa a la selección española.
En 2021 disputó los Juegos Olímpicos de Tokio 2020 con España, y en 2022 logró con España la medalla de oro en el Campeonato Mundial de Waterpolo Masculino de 2022.

## Palmarés internacional
| Campeonato Mundial | Campeonato Mundial | Campeonato Mundial | Campeonato Mundial |
| Año                | Lugar              | Medalla            |                    |
| ------------------ | ------------------ | ------------------ | ------------------ |
| 2022               | Budapest           | Medalla de oro     |                    |